# Kokufu

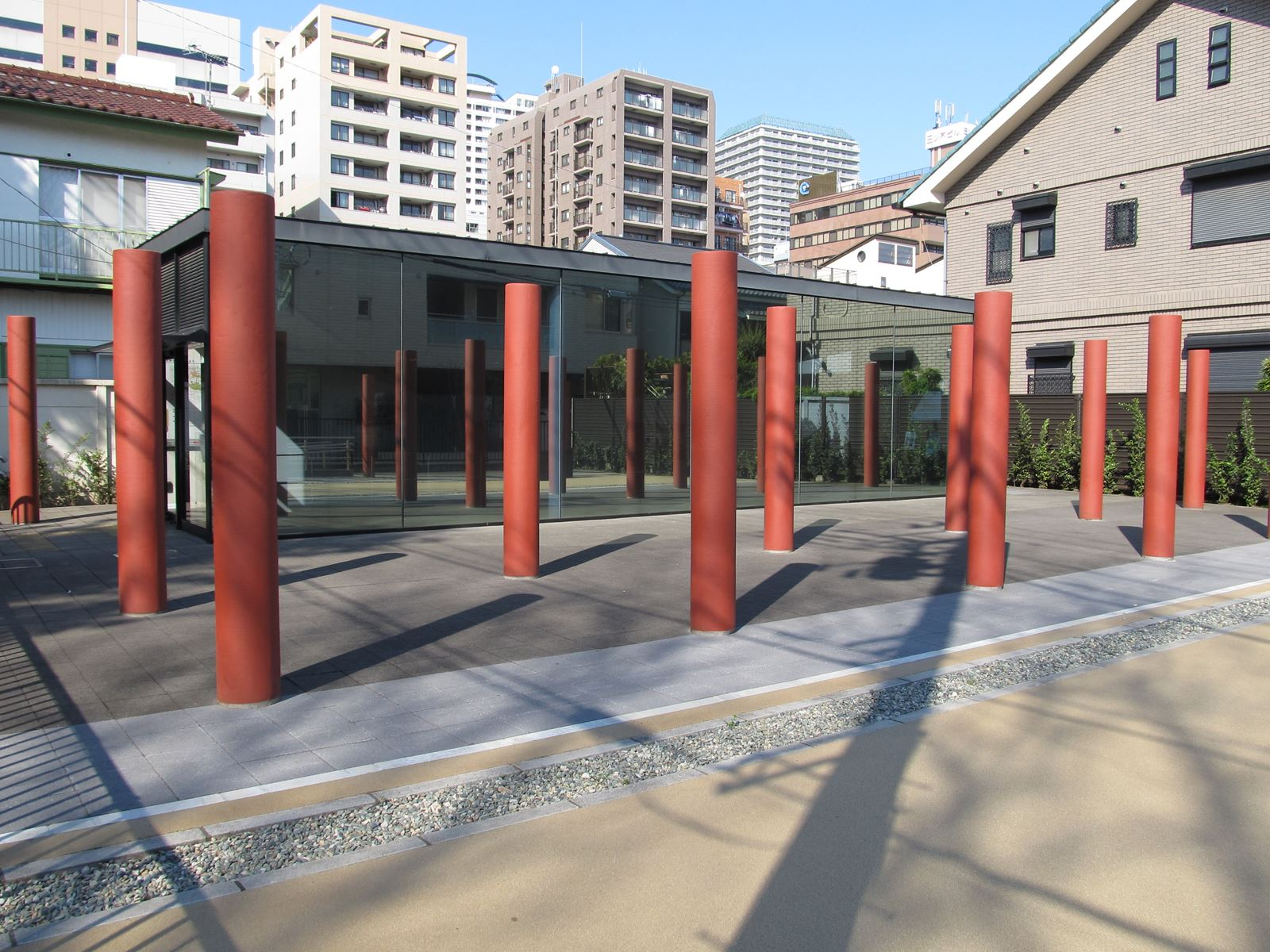
Site historique national du Musashi Kokufu

Les Kokufu (国府) sont les capitales des provinces du Japon historiques.

## Histoire
Dans le cadre de la réforme de Taika (645) qui visait à centraliser l'administration sur le modèle chinois (ritsuryō), le kokufu et avec lui la fonction de kokushi remplacent l'ancien kuni no miyatsuko développé dans les années 660.
Le Wamyō ruijushō (« Collection de noms japonais ») de 935 contient la plus ancienne liste des capitales de provinces et leur emplacement. L'emplacement des capitales originales des VIIIe et IXe siècles ne nous est pas parvenu.
Lorsqu'au début du XIVe siècle (époque de Muromachi), les fonctions des kokushi sont de plus en plus transférées aux gouverneurs militaires (shugo), les gouvernements provinciaux (kokuga) perdent de leur importance.

## Organisation
Au centre du kokufu se trouvent le gouvernement provincial (kokuga) avec ses organes (administration, agriculture, finance, police et armée) et le bâtiment officiel du kokushi appelé kokuchō (国庁). À la périphérie se trouvent l'école provinciale (kokugaku), la garnison et des entrepôts pour les impôts qui sont payés en nature.
Lorsque les shugo remplacent les kokushi, leurs administrations, les shugosho (守護所) se trouvent parfois dans ou à proximité des bâtiments des kokuga. Dans ce cas, ces administrations sont également appelées fuchū (府中).
La disposition en carré des kokufu prend modèle sur celle des capitales du Japon, d'abord Fujiwara-kyō puis Heijō-kyō, qui elles-mêmes s'inspirent de la capitale Chang'an de la dynastie Tang. Cependant, à l'exception du gouvernement dazaifu qui occupe une position spéciale, ces capitales sont relativement petites. La capitale de la province de Suō par exemple occupe une superficie de 1 km2, celle de la province de Bizen 850 m x 850 m.
À l'intérieur ou à proximité des kokufu, se trouventt également les plus importants sites religieux de la province, les temples provinciaux bouddhiste, kokubun-ji, un pour chacun des moines et des nonnes ainsi que les sanctuaires shinto au rang le plus élevé, les Ichi-no-miya.

## Source de la traduction
- (en) Cet article est partiellement ou en totalité issu de l’article de Wikipédia en anglais intitulé « Kokufu » (voir la liste des auteurs).